# Mátyus Arnold
Mátyus Arnold (Debrecen, 1998. április 17. –) magyar előadóművész, producer, ghostproducer és dalszövegíró, zeneszerző,  az Arnold Music Hungary alapítója.

## Humorista & Tiktok
Az első említések róla, 2013-ból származnak, amikor az Orosz György által szervezett Humortechnikum egyik előválogatója kapcsán bekerült a Szabolcs-Online napilapba. Korábban gyakran részt vett a Szabolcs-Szatmár-Bereg vármegyei vers- és prózamondó versenyein, amelyeken általában győztesként került ki. Bár néhány fellépési lehetősége adódott, de humoros pályafutását a zene iránti szeretete miatt félbeszakította. A zenéiben rendszeresen találkozhatunk humorral és iróniával átszőtt tartalmakkal. 2018-ban vált ismertté a TikTok nevű közösségi platformon, mint az első saját hanggal videókat készítő TikTokker. Videói azóta is nagy népszerűségnek örvendenek, különleges humoros tartalmai miatt

## Előadóművész
Zenei pályafutását 2012-ben már megkezdte. Akkoriban zenei paródiákkal próbálta megszerezni a közönség tetszését, majd 2014-től már rendszeresen lépett fel. 2014 és 2018 között több színdarabban is szerepet kapott a Nagykállói Korányi Frigyes Gimnázium dráma-tagozatán keresztül, de sosem akart színészettel foglalkozni. 2020-ban megnyerte az RTL Klub által készített Made-In-Karantén című karanténműsor első részét Győrfi Pál című ironikus karantén dalával, amely az akkori koronavírus körüli misztériumot humoros köntösben igyekezett ábrázolni. Fellépett Debrecenben a Hall-ban, különböző nagyobb fesztiválokon, falunapokon, és mindmáig járja az országot, ahol a közönséget szórakoztatja.

## Producer-Ghost-Producer-Zeneszerző-Dalszövegíró
2021-2022 között elvégezte a Sonic School zenei producer képzését. Rengeteg sikeres project zenei producereként tartják számon. Az elmúlt 8 évben közel 400 szerzeményét jegyzik, illetve folyamatosan közreműködik producerként olyan produkciókban, mint a Tolmacheva Testvérek, Rostás Szabika, Dankó Szilvi , Vida Jenny, Anastasia Rossosinskaya, Lil Uzi Vert. Zenei életpályája rendkívűl sokrétű és sokszínű. Rengeteg a nem nyílvános projectje, hiszen Ghost-producerként csak keveset tudhatunk esetleges külföldi munkái és magyar zeneipari munkálataiból.  Zeneszerzés mellett dalszövegírói múltja is igencsak gazdag, 2022-ben hivatalosan is megnyitotta Hangstúdióját és kiadóját.